# Bernard Dietz
Bernard Dietz (født 22. marts 1948 i Hamm, Tyskland) er en tidligere tysk fodboldspiller, der som forsvarsspiller på Vesttysklands landshold var med til at blive europamester ved EM i 1980, samt nr. 2 ved EM i 1976. Han deltog desuden ved VM i 1978. På klubplan spillede han for MSV Duisburg og Schalke 04.
Efter at have indstilliet sin aktive karriere blev Dietz træner, og har blandt andet stået i spidsen for VfL Bochum, MSV Duisburg og Rot-Weiß Ahlen.